# بلانكا سواريز
بلانكا سواريز (بالإسبانية: Blanca Suárez)‏ هي عارضة وممثلة إسبانية، ولدت في 21 أكتوبر 1988 بمدريد في إسبانيا.

## أعمال

### أفلام
- (2011) الجلد الذي أعيش فيه
- (2013) أنا متحمس جدا[5][6]

## وصلات خارجية
- بلانكا سواريز على موقع IMDb (الإنجليزية)
- بلانكا سواريز على موقع ألو سيني (الفرنسية)
- بلانكا سواريز على موقع أول موفي (الإنجليزية)
- بلانكا سواريز على موقع قاعدة بيانات الأفلام السويدية (السويدية)
- بلانكا سواريز على موقع قاعدة بيانات الفيلم (الإنجليزية)
- بلانكا سواريز على موقع كينوبويسك (الروسية)